# Krakatoa (film)
Krakatoa er en kort amerikansk dokumentarfilm fra 1933 produceret af Joe Rock.
Filmen har Graham McNamee som fortæller. Filmen vandt en Oscar for bedste kortfilm, Nyhed i 1934.
Filmen handler om vulkanen Krakataus udbrud i 1883 i Hollandsk Ostindien, der ødelagde 70 procent af øen og dens omkringliggende øhav.